# Francesco Cesare Casula
Francesco Cesare Casùla (Livorno, 12 settembre 1933) è uno storico italiano.

## Biografia
Allievo di Ovidio Addis e di Alberto Boscolo, si è laureato in Lettere a Cagliari nel 1959, intraprendendo subito la carriera universitaria e specializzandosi successivamente in Lingue all'Università di Palermo.
Nel 1969 ha conseguito la libera docenza in Paleografia e Diplomatica, iniziando sempre nello stesso anno ad insegnare Storia della Sardegna nell'Università di Sassari.
Dal 1980 è stato professore ordinario di Storia Medievale nella facoltà di Lettere e Filosofia dell'Università di Cagliari, fino al 2008.
Membro della Deputazione di Storia patria, ha fatto parte per dieci anni del Consiglio Direttivo della Società degli Storici Italiani e della Commissione permanente per i Congressi di Storia della Corona d'Aragona.
Parallelamente agli impegni accademici, dal 1980 per ventotto anni ha ricoperto a Cagliari l'incarico di Direttore dell'Istituto sui rapporti italo-iberici e dell'Istituto di storia dell'Europa mediterranea del Consiglio Nazionale delle Ricerche (CNR), con sede in Cagliari e sezioni a Genova, Torino e Milano.
Dal 1985 al 1992 è stato consigliere culturale del Presidente della Repubblica Francesco Cossiga, e negli stessi anni ha svolto, sotto sua richiesta, missioni diplomatiche in Romania, Stati Uniti, Spagna e altri paesi.
Dal 2001 al 2006 è stato componente della Segreteria tecnica per la Programmazione della Ricerca presso il Ministero dell'Istruzione, dell'Università e della Ricerca (MIUR) retto dal ministro Letizia Moratti.
È autore di importanti lavori di notevole interesse scientifico di Paleografia e di storia della Sardegna ed ha elaborato nel corso degli anni di ricerca storica la cosiddetta "dottrina della statualità", che rivisita la storia sarda denunciando l'approssimazione con la quale storici del passato, quali lo Zurita o il Fara, avrebbero a suo dire tramandato il giudizio storico sugli avvenimenti accaduti nell'Isola; è ritenuto uno dei più importanti medievisti in Italia.

## Opere
Nella sua lunga carriera accademica è stato autore di numerosi scritti che secondo l'inventario di Francesco Floris, comprende una bibliografia con 76 titoli principali:
- Un bassorilievo sardo del sec. XVI, Studi sardi, XVII, 1962;
- Profilo storico della città di Oristano, 1961;
- Lo Zurita e il giudice Chiano d'Arborea, in Atti del VII Congresso di storia della Corona d'Aragona, II, 1962;
- Barisone I d'Arborea e Barisone II di Torres, voci in Dizionario biografico degli Italiani, VI, 1964;
- Per una più completa genealogia degli Arborea all'epoca di Pietro IV il Cerimonioso, Studi sardi, XX, 1966;
- La datatio chronica nei documenti di cancelleria sardo-aragonesi del secolo XIV, Studi sardi, XX, 1966;
- Sardegna e Spagna. Ricerche storiche 1947-1968, 1968;
- Carte reali diplomatiche di Alfonso III il Benigno re d'Aragona riguardanti l'Italia, Padova, 1971;
- Documenti inediti sui possessi sardi del monastero di S. Lorenzo alle Rivolte di Pisa, in Medioevo - Età moderna. Studi in onore del prof. Alberto Boscolo, 1972;
- Il documento regio nella Sardegna aragonese, 1973;
- Sulle origini delle cancellerie giudicali sarde e Influenze catalane nella Cancelleria giudicale arborense nel sec. XII, in Studi di Paleografia e Diplomatica, 1974;
- La Cancelleria sovrana dell'Arborea dalla creazione del Regnum Sardiniae alla fine del giudicato, Medioevo. Saggi e rassegne, 1977;
- Carte reali diplomatiche di Giovanni I il Cacciatore re d'Aragona, riguardanti l'Italia, 1977;
- Breve storia della scrittura in Sardegna, 1978;
- Cultura e scrittura nell'Arborea al tempo della Carta de Logu, in Il mondo della Carta de Logu, 1979;
- L'assetto politico territoriale della Sardegna basso-medioevale, 1981;
- Profilo storico della Sardegna catalano-aragonese, 1982;
- Stato attuale della ricerca sulla Sardegna aragonese, in La ricerca storica sulla Sardegna, Archivio storico sardo, XXXIII, 1982;
- Ai margini della Guerra del Vespro. Gli Aleramici di Saluzzo in Sicilia e in Sardegna, in Atti dell'XI Congresso di storia della Corona d'Aragona, 1983;
- La scoperta dell'effigie di Eleonora d'Arborea, Quaderni bolotanesi, X, 1984;
- Genealogie medioevali di Sardegna (in collaborazione con L.L. Brook, M.M. Costa, A.M. Oliva, R. Pavoni, M. Tangheroni), Cagliari, 1984;
- L'assetto politico e territoriale della Sardegna medioevale, in Sardegna nel mondo mediterraneo. Atti del II Convegno internazionale di Studi geografico-storici Sassari 1981, 1984;
- Il caso di Eleonora d'Arborea: in quelle immagini un pantheon?, Ichnusa, 1984;
- Pievi e parrocchie in Sardegna;
- Premesse storiche (con V. Loi), in Atti del VI Congresso di storia della Chiesa in Italia, II, 1984;
- Il territorio medioevale di Villa di Chiesa, in Studi su Iglesias medioevale, 1985;
- La storia della Sardegna da Miezko I di Polonia a Ferdinando II d'Aragona, 1985;
- Ricerche archivistiche sulla battaglia di Sanluri nel 1409, in Studi in onore di G. Todde, Archivio storico sardo, XXXV, 1986;
- Eleonora d'Arborea, in I personaggi della storia medievale, 1988;
- La statualità della storia della Sardegna, in Ethnos. Le autonomie etniche e speciali in Italia e nell'Europa mediterranea. Processi storici e istituzioni, 1988;
- La politica del Giudicato di Torres, Rivista cistercense, 1989;
- La Sardegna aragonese, voll. 2 (La Corona d'Aragona; La Nazione sarda), Sassari 1990;
- Gli schiavi sardi della battaglia di Sanluri del 1409, Medioevo. Saggi e rassegne, 1990;
- La rivolta degli Alagon sardi in Lettres de battalla del 1472-73, Medioevo. Saggi e rassegne, 1991;
- Partecipazione del regno sardo di Torres all'impresa pisana delle Baleari, in Atti del Colloquio internazionale sul Liber Majolichinus, 1991;
- I trattati diplomatici sardo-aragonesi del 1323-26, in Sardegna, Mediterraneo e Atlantico tra Medioevo e Età moderna. Studi in memoria del prof. Alberto Boscolo, 1993;
- Il Regnum Sardiniae et Corsicae nell'espansione mediterranea della Corona d'Aragona. Aspetti politici, in Atti del XIV Congresso di storia della Corona d'Aragona, 1993;
- La storia di Sardegna, voll. 3, 1994;
- La Carta de Logu del regno d'Arborea. Traduzione libera e commento storico, 1994;
- Storia di un regno 1324-1861, in Il regno di Sardegna, 1995;
- Cagliari capitale di un regno, 1995;
- Una spia arborense nel castello aragonese di Longonsardo, in Studi di geografia e storia in onore di A. Terrosu Asole, 1996;
- La terza via della storia. Il caso Italia, 1997;
- Considerazioni sul rapporto giuridico Arborea-Aragona da un memoriale del 1405, in Studi storici in memoria di Giancarlo Sorgia, Archivio storico sardo, XXXIX, 1998;
- Di.Sto.Sa. Dizionario Storico Sardo, Sassari, Delfino, 2003,
- Eleonora regina del regno d'Arborea, Carlo Delfino Editore, Sassari, 2004.
- Per un nuovo insegnamento della storia, Pisa, ETS, 2003.
- (con E. Rossi), Autonomia sarda e autonomia catalana, Pisa, ETS, 2006.
- La storiografia sarda ieri e oggi, Sassari, Delfino, 2009.
- Italia: il grande inganno, 1861-2011. L'unico stato al mondo che non vuole sapere quando è nato, dove è nato e qual è la sua storia, Sassari, Delfino, 2010.
- La Storia di Sardegna, Sassari, La Nuova Sardegna, 2017.
- Breve Storia d'Italia, Carlo Delfino editore, Sassari, 2019.